# 1973 v športu
1973 v športu.

## Avto - moto šport
- Formula 1: Jackie Stewart, Združeno kraljestvo, Tyrell - Ford, je slavil s petimi zmagami in 71 točkami, konstruktorski naslov je šel v roke moštva Lotus - Ford z osvojenimi 92 točkami
- 500 milj Indianapolisa: slavil je Gordon Johncock, ZDA, z bolidom Eagle/Offenhauser, za moštvo Patrick Racing Team[1]

## Kolesarstvo
- Tour de France 1973: Luis Ocaña, Španija
- Giro d'Italia: Eddy Merckx, Belgija

## Košarka
- Pokal evropskih prvakov: Varese
- NBA: New York Knicks slavijo s 4 proti 1 v zmagah nad Los Angeles Lakers, MVP finala je bil Willis Reed[2]
- EP 1973, Španija (Barcelona): 1. Jugoslavija, 2. Španija, 3. Sovjetska zveza[3]

## Nogomet
- Pokal državnih prvakov: AFC Ajax je slavil s 1-0 proti Juventusu[4]

## Smučanje
- Alpsko smučanje:  
  - Svetovni pokal v alpskem smučanju, 1973
    - Moški: Gustav Thöni, Italija[5]
    - Ženske: Annemarie Moser-Pröll, Avstrija[6]

## Tenis
- Turnirji Grand Slam za moške:
  - 1. Odprto prvenstvo Avstralije: John Newcombe, Avstralija[7]
  - 2. Odprto prvenstvo Francije: Ilie Năstase, Romunija
  - 3. Odprto prvenstvo Anglije - Wimbledon: Jan Kodeš, Češkoslovaška[8]
  - 4. Odprto prvenstvo ZDA: John Newcombe, Avstralija
- Turnirji Grand Slam za ženske:
  - 1. Odprto prvenstvo Avstralije: Margaret Court, Avstralija[9]
  - 2. Odprto prvenstvo Francije: Margaret Court, Avstralija
  - 3. Odprto prvenstvo Anglije - Wimbledon: Billie Jean King, ZDA[10]
  - 4. Odprto prvenstvo ZDA: Margaret Court, Avstralija
- Davisov pokal: Avstralija slavi s 5-0 nad ZDA[11]

## Hokej na ledu
- NHL - Stanleyjev pokal: Montreal Canadiens slavijo s 4 proti 2 v zmagah nad Chicago Blackhawks
- SP 1973: 1. Sovjetska zveza, 2. Švedska, 3. Češkoslovaška[12]

## Rojstva
- 14. januar: Giancarlo Fisichella, italijanski dirkač Formule 1
- 19. januar: Vang Džunšia, kitajska atletinja
- 23. januar: Tomas Holmström, švedski hokejist
- 27. januar: Gorazd Štangelj, slovenski kolesar
- 30. januar: Dejan Košir, slovenski deskar na snegu
- 16. februar: Cathy Freeman, avstralska atletinja
- 17. februar: Stefan Kretzschmar, nemški rokometaš
- 21. februar: Damjan Fras, slovenski smučarski skakalec
- 24. februar: Aleksej Kovaljov, ruski hokejist
- 26. februar: Ole Gunnar Solskjær, norveški nogometaš
- 2. marec: Dejan Bodiroga, srbski košarkar
- 5. marec: Špela Pretnar, slovenska alpska smučarka
- 14. marec: Branko Bedekovič, slovenski rokometaš
- 22. marec: Martina Fortkord, švedska alpska smučarka
- 24. marec: Ville Peltonen, finski hokejist
- 25. marec: Michaela Dorfmeister, avstrijska alpska smučarka
- 26. marec: Ivica Jurković, slovenski košarkar
- 30. marec: Jan Koller, češki nogometaš
- 5. april: Mika Laitinen, finski smučarski skakalec
- 7. april: Carole Montillet, francoska alpska smučarka
- 14. april: Roberto Ayala, argentinski nogometaš
- 16. april: Natalija Derepasko, slovensko-ukrajinska rokometašica
- 18. april: Hajle Gebrselasije, etiopski atlet
- 1. maj: Oliver Neuville, nemški nogometaš
- 15. maj: Ivan Lunardi, italijanski smučarski skakalec
- 19. maj: Andreas Johansson, švedski hokejist
- 25. maj: Duncan Free, avstralski veslač
- 10. junij: Beno Lapajne, slovenski rokometaš
- 14. junij: Sami Kapanen, finski hokejist
- 18. junij: Alexandra Meissnitzer, avstrijska alpska smučarka
- 24. junij: Jere Lehtinen, finski hokejist
- 25. junij: Milan Hnilička, češki hokejist
- 26. junij: Elisabetta Biavaschi, italijanska alpska smučarka
- 2. julij: Anna Erika Hansson, švedska alpska smučarka
- 3. julij: Dejan Varl, slovenski hokejist in trener
- 3. julij: Ólafur Stefánsson, islandski rokometaš
- 4. julij: Elvis Bešlagić, slovenski hokejist
- 20. julij: Peter Forsberg, švedski hokejist
- 30. julij: Markus Näslund, švedski hokejist
- 9. avgust: Filippo Inzaghi, italijanski nogometaš
- 10. avgust: Javier Zanetti, argentinski nogometaš
- 19. avgust: Marco Materazzi, italijanski nogometaš
- 24. avgust: Inge de Bruijn, nizozemska plavalka
- 27. avgust: Dietmar Hamann, nemški nogometaš in trener
- 31. avgust: Scott Niedermayer, kanadski hokejist
- 4. september: Magnus Johansson, švedski hokejist
- 12. september: Martina Ertl-Renz, nemška alpska smučarka
- 19. september: Cristiano da Matta, brazilski dirkač Formule 1 in serije CART
- 6. oktober: Christel Pascal-Saioni, francoska alpska smučarka
- 6. oktober: Marie Jay Marchand-Arvier, francoska alpska smučarka
- 7. oktober: Dida, brazilski nogometaš
- 7. oktober: Sami Hyypiä, finski nogometaš
- 29. oktober: Robert Pirès, francoski nogometaš
- 8. november: František Kaberle, češki hokejist
- 29. november: Ryan Giggs, valižanski nogometaš
- 2. december: Monika Seleš, ameriška tenisačica
- 2. december: Jan Ullrich, nemški kolesar
- 3. december: Boris Gorenc, slovenski košarkar
- 11. december: Ralph Intranuovo, kanadski hokejist
- 17. december: Paula Radcliffe, angleška atletinja
- 17. december: Regina Häusl, nemška alpska smučarka
- 21. december: Hideharu Mijahira, japonski smučarski skakalec
- 30. december: Ato Boldon, trinidaški atlet
- 31. december: Amir Karić, slovenski nogometaš

## Smrti
- 30. marec: Yves Giraud Cabantous, francoski dirkač Formule 1 (* 1904)
- 12. april: Alphonse Lacroix, ameriški hokejist (* 1898)
- 27. april: Carlos Menditéguy, argentinski dirkač formule 1 (* 1914)
- 14. maj: Hans Haas, avstrijski dvigalec uteži (* 1906)
- 18. junij: Leon Butler, ameriški veslač (* 1892)
- 23. julij: Erik Lindgren, švedski hokejist (* 1902)
- 27. julij: Eddie Rickenbacker, ameriški dirkač (* 1890)
- 18. avgust: François Bonlieu, francoski alpski smučar (* 1937)
- 6. oktober: François Cevert, francoski dirkač Formule 1 (* 1944)
- 23. oktober: Ralph Mulford, ameriški dirkač (* 1884)
- 25. oktober: Abebe Bikila, etiopski atlet (* 1932)
- 3. november: Guglielmo Del Bimbo, italijanski veslač (* 1903)